# Andrássy-kastély (Tiszadob)
A romantikus stílusú tiszadobi Andrássy-kastély a szájhagyomány szerint a kastély Erzsébet magyar királyné tiszteletére, a francia Loire folyó mentén épült középkori lovagi várkastélyok mintájára készült.

## A kastély története
A kastélyt id. Andrássy Gyula, az Osztrák–Magyar Monarchia első  külügyminisztere építtette 1880-1885 között. Tervezője Meinig Arthur. A kastély mögötti angolkertet is akkor létesítették, amit máig szépen gondoznak. A soktornyos épület neogótikus-romantikus stílusjegyeket hordoz. A kastély a Tisza partjához közel, magaslaton épült, így kiemelkedik a Tisza árterének lapályából. A parkot kelet felől maga a folyó határolja. A kor ízlésének megfelelően az épület homlokzata előtt külön előparkot létesítettek, nyírt bukszusokkal, tiszafákkal, közepében Fadrusz János szép szobrával (Leányszöktetés). Távolban a kertrész fölött eltekintve a tokaji Nagykopasz vulkáni kúpja zárja a látványt. A park a tájba illeszkedik.
A kastély környékét egykor rózsalugasok és díszcserjék is ékesítették. A kastélytól távolodó kertrészeket a Tisza egykori ártéri erdejének ritkításával hozták létre úgy, hogy annak szépségét fokozzák. Itt található védett ártéren az ókenézi műemlékkastély is. Gróf Andrássy Sándor, országgyűlési képviselő volt az utolsó tulajdonosa a kastélynak és a hatalmas birtoknak. 1942-ben boldogfai Farkas Endre vezérkari őrnagy és felesége Lenz Klára úrnő a Tiszadobhoz tartozó 1 576 kataszteri holdas kocsordosi földbirtok (1154 kataszteri hold Tiszadobhoz, 422 kataszteri hold Kesznyétenhez tartozott) tulajdonosai voltak; az uradalmat Lenz Klára apja, Lenz József kereskedelmi tanácsos, nyékládházi földbirtokos, nagykereskedő, gróf Andrássy Sándortól vásárolta meg és ajándékba bocsátotta leányának és vejének. A park területe a második világháború után csökkent, jelenleg 15 katasztrális hold. A kastélyból gyermekotthont alakítottak ki.
Az épület érdekessége: az évszakok számának megfelelően 4 bejárata, a hónapok számának megfelelően 12 tornya, a hetek számának megfelelően 52 szobája és a 365 napnak megfelelően 365 ablakszeme van.
A kastély neves újkori képzőművészeti alkotása Péli Tamás roma festő 9-szer 4,5 méteres pannója.

### A kastély felújítása
„A tiszadobi Andrássy-kastély és kapcsolódó területeinek kulturális és turisztikai hasznosítása” című kiemelt projekt 2009-ben kapott 1,738 milliárd forint európai uniós támogatást, mint az észak-alföldi régió kiemelt jelentőségű turisztikai fejlesztése. A fejlesztési projektet az ingatlan tulajdonosa, a Szabolcs-Szatmár-Bereg Megyei Önkormányzat végezte.
A tiszadobi Andrássy kastély valamint a kastélyt körülölelő természeti környezet turisztikai célú felújításának előkészítése, a műemlék épületet érintő nagyszabású beruházás tervezése a Zoboki-Demeter és Társai Építésziroda Kft. vezetésével és többek között Balázs Tibor (B5 Építész Iroda) közreműködésével zajlott. A kiemelt projekt keretében az Andrássy-kastély és parkjának kulturális-turisztikai fejlesztése valósult meg.
A rekonstrukció során új létesítmény vagy épületrész kialakítására nem került sor. A fejlesztések az épület külső állapotjavítására, a belső berendezések felújítására, és az üzemeltetés hatékonyságának növelésére irányultak.
A felújítási projekt 2014 júniusában befejeződött, azonban a szükséges engedélyek megszerzésének csúszása miatt csak 2015. december 7-től látogatható a kastély és a park.
2023. májusától ismét bezárt bizonytalan időre. Az Építési és Közlekedési Minisztérium ugyanis egy törvénytervezet értelmében az állami tulajdonú kastélyoknak egy részét, köztük az Andrassy-kastélyt is, közérdekű vagyonkezelő alapítványoknak, vagy más magánjogi szereplők kezébe adja át.

## Képek a kastélyról

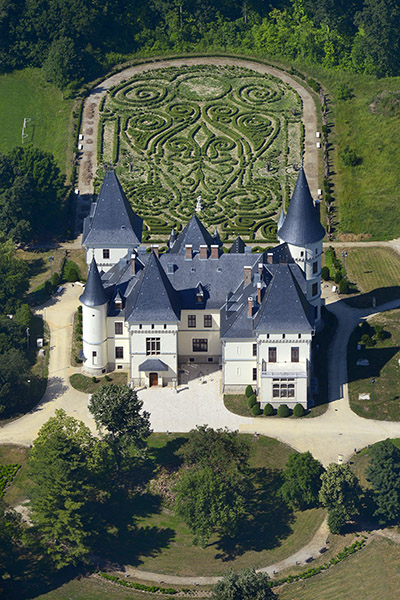
Légifelvétel
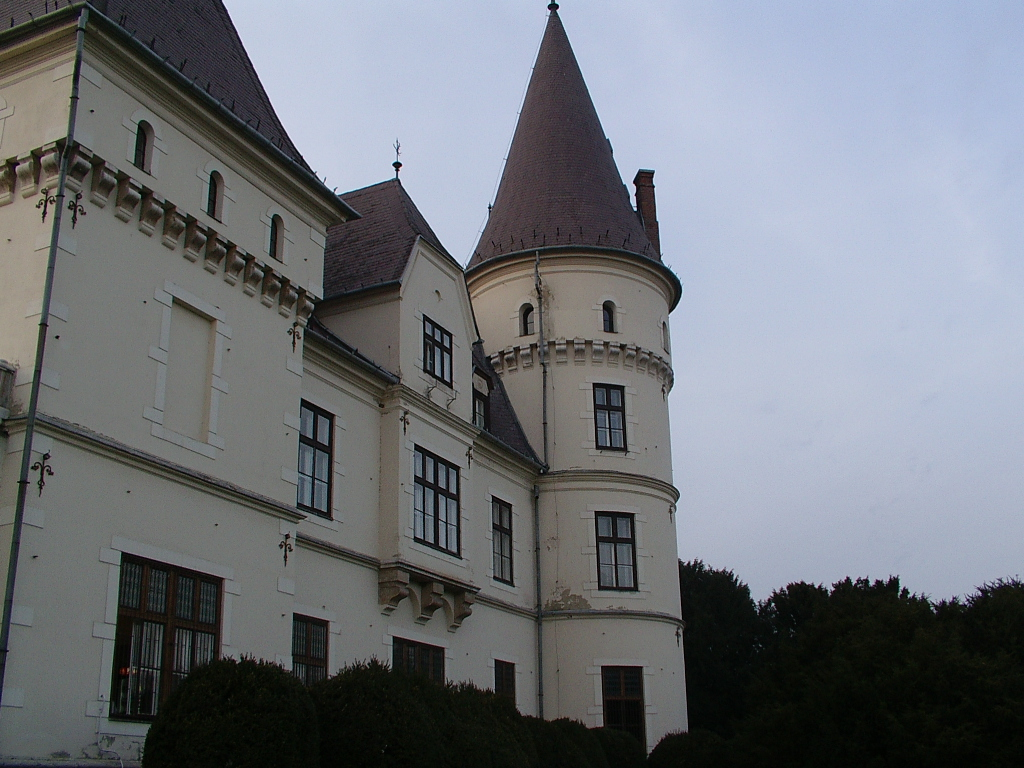
A kastély
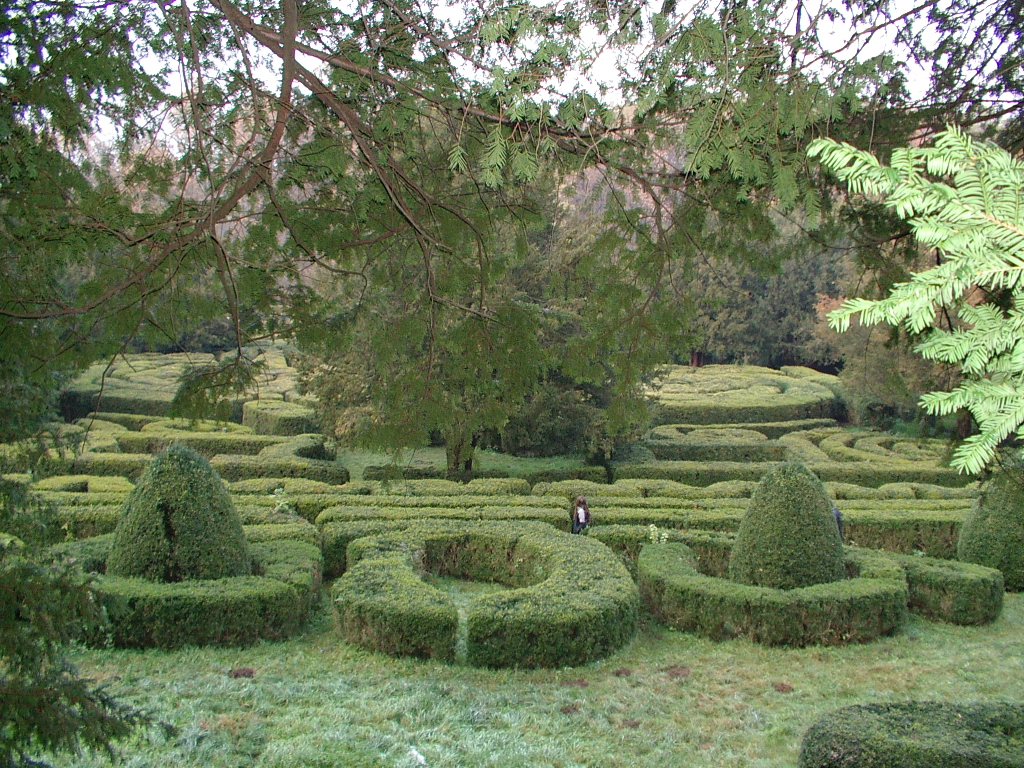
A kastélykert a tiszafákkal övezett bukszus-labirintus bejáratával
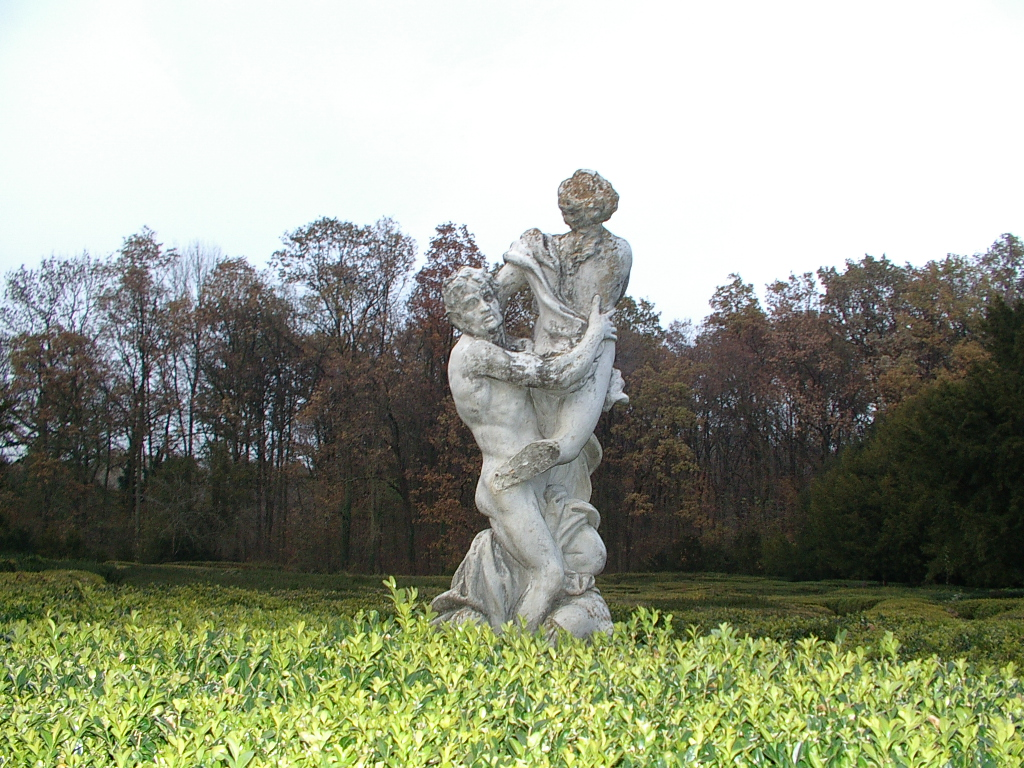
Fadrusz János szobra a bukszus-labirintusban áll : Leányszöktetés
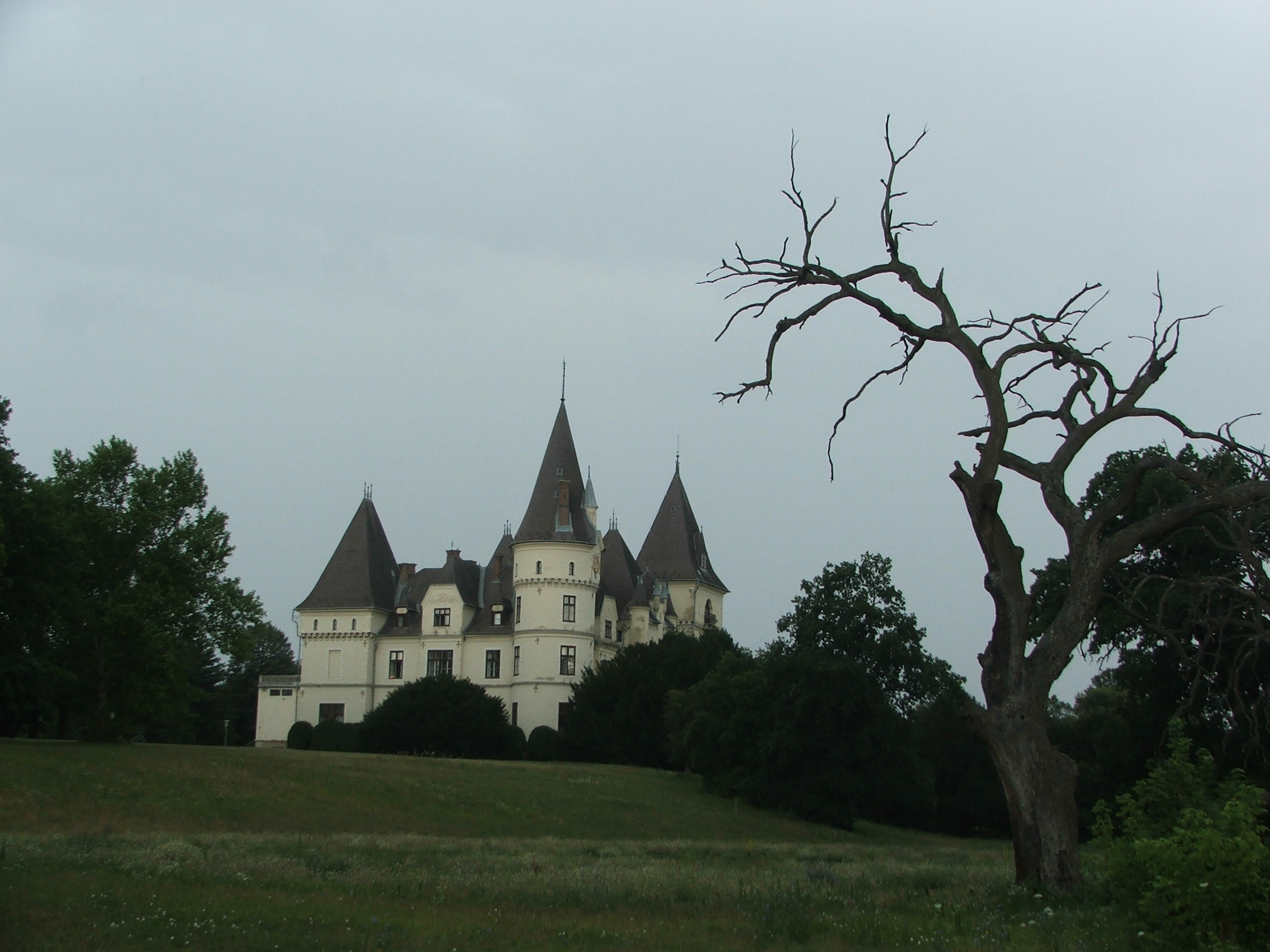
A holtág felől
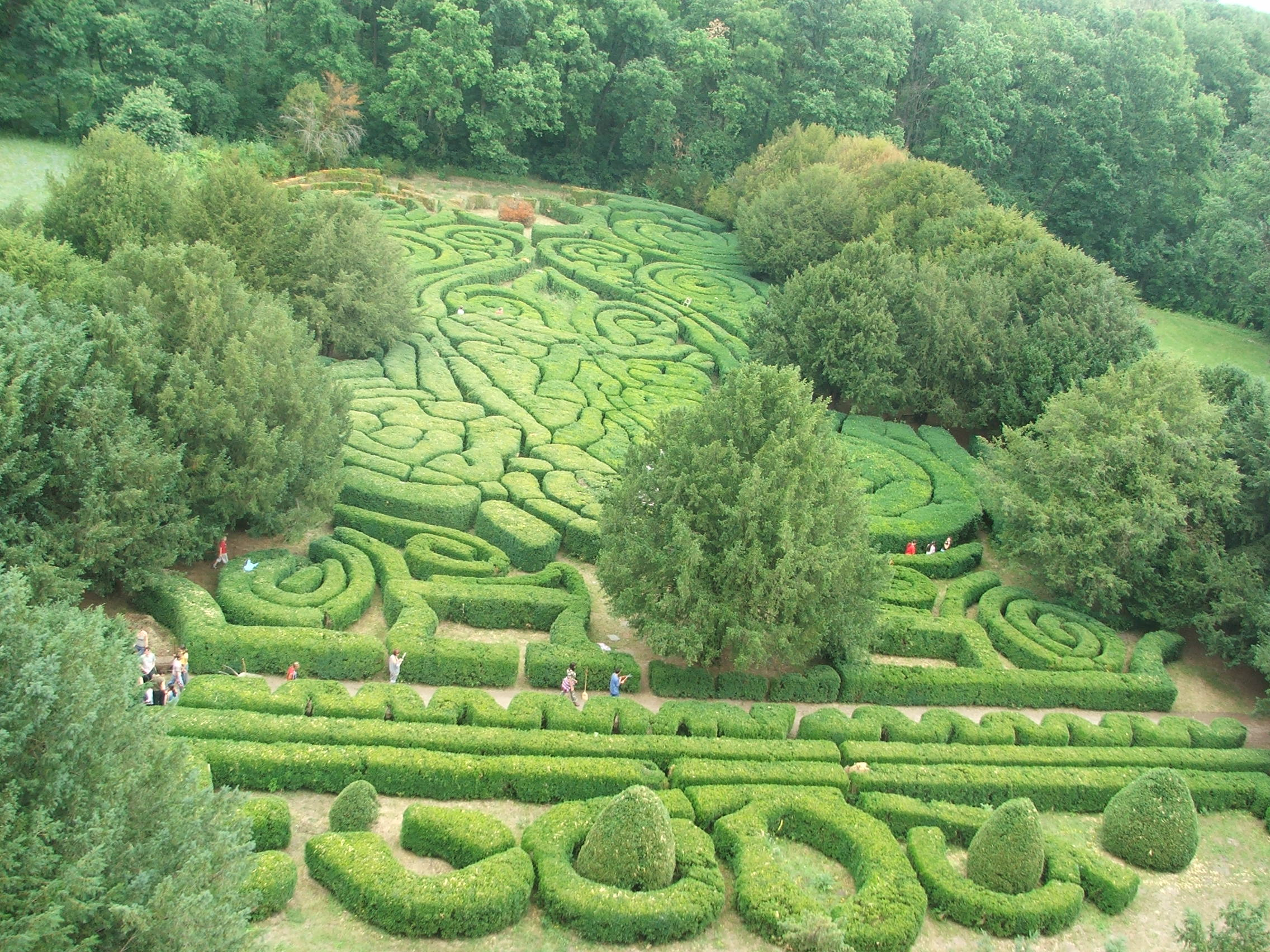
Bukszus-labirintus
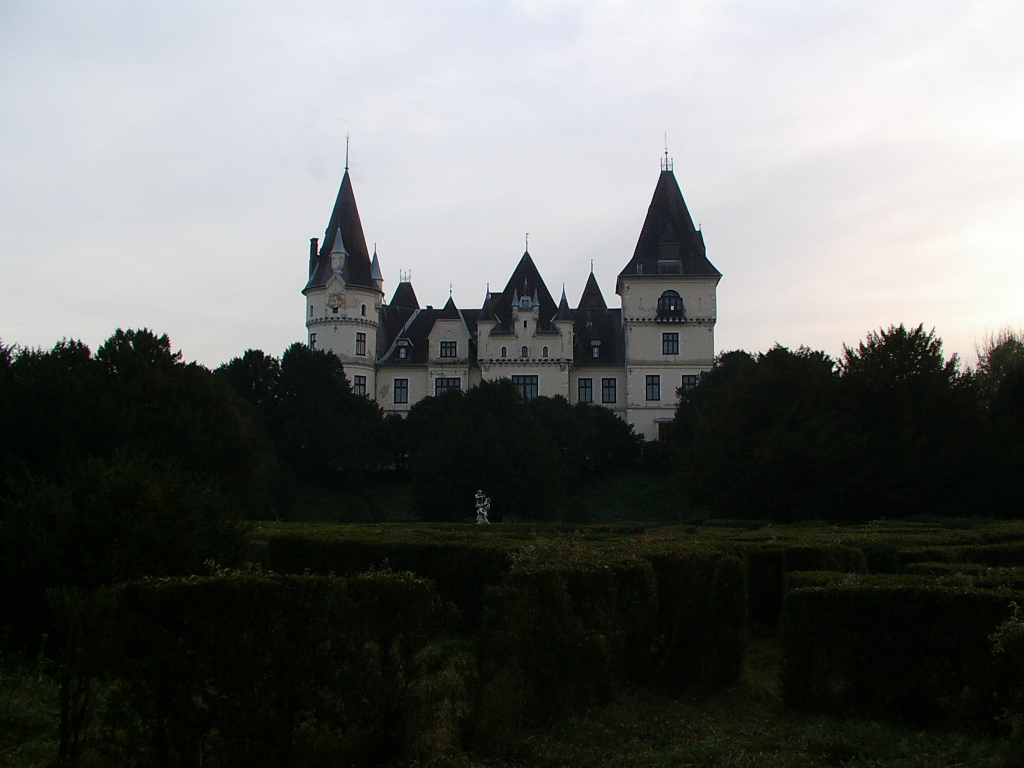
A kastély távolról
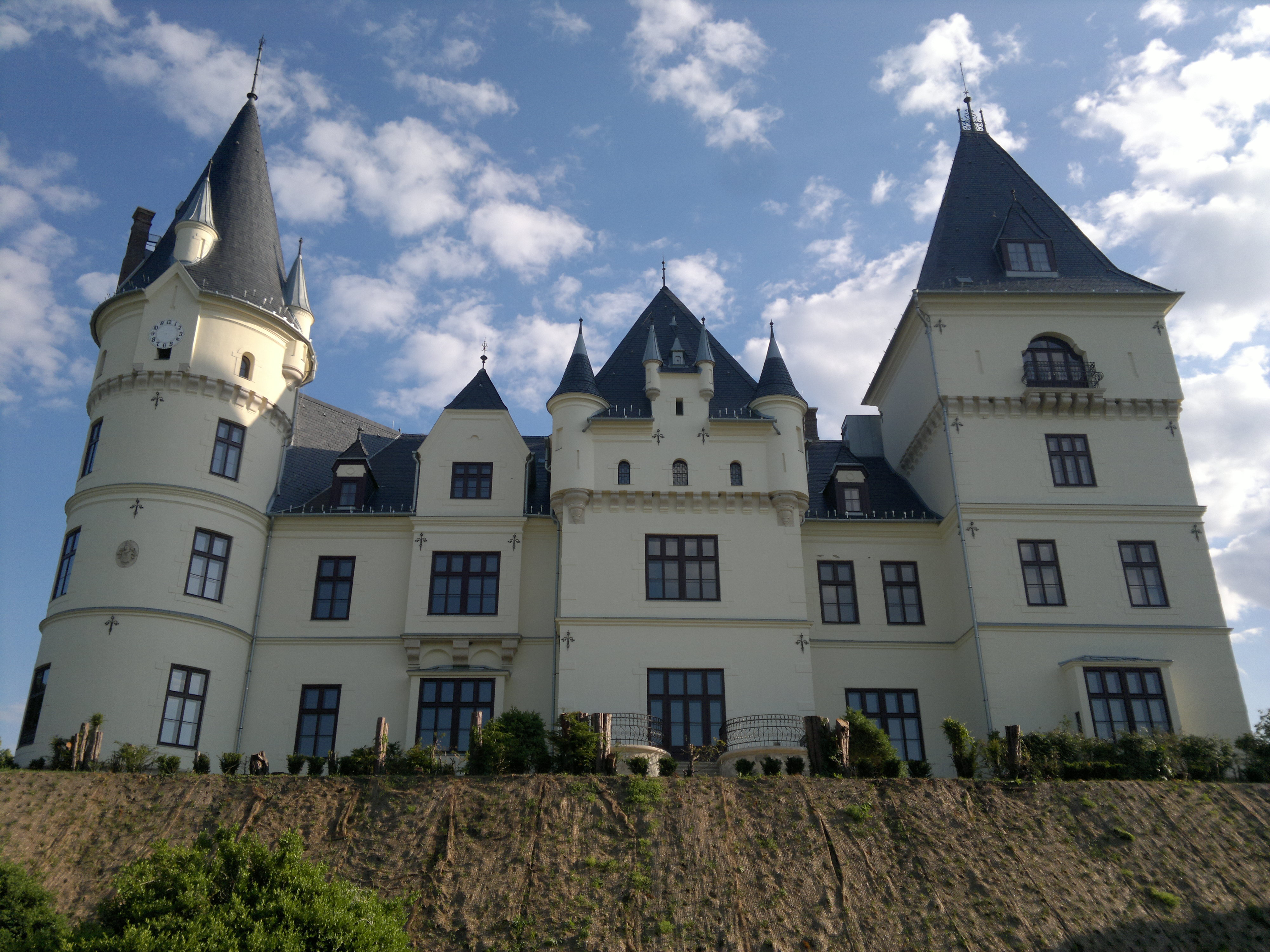
Felújítás és a fák kivágása utáni állapot 2012 májusában
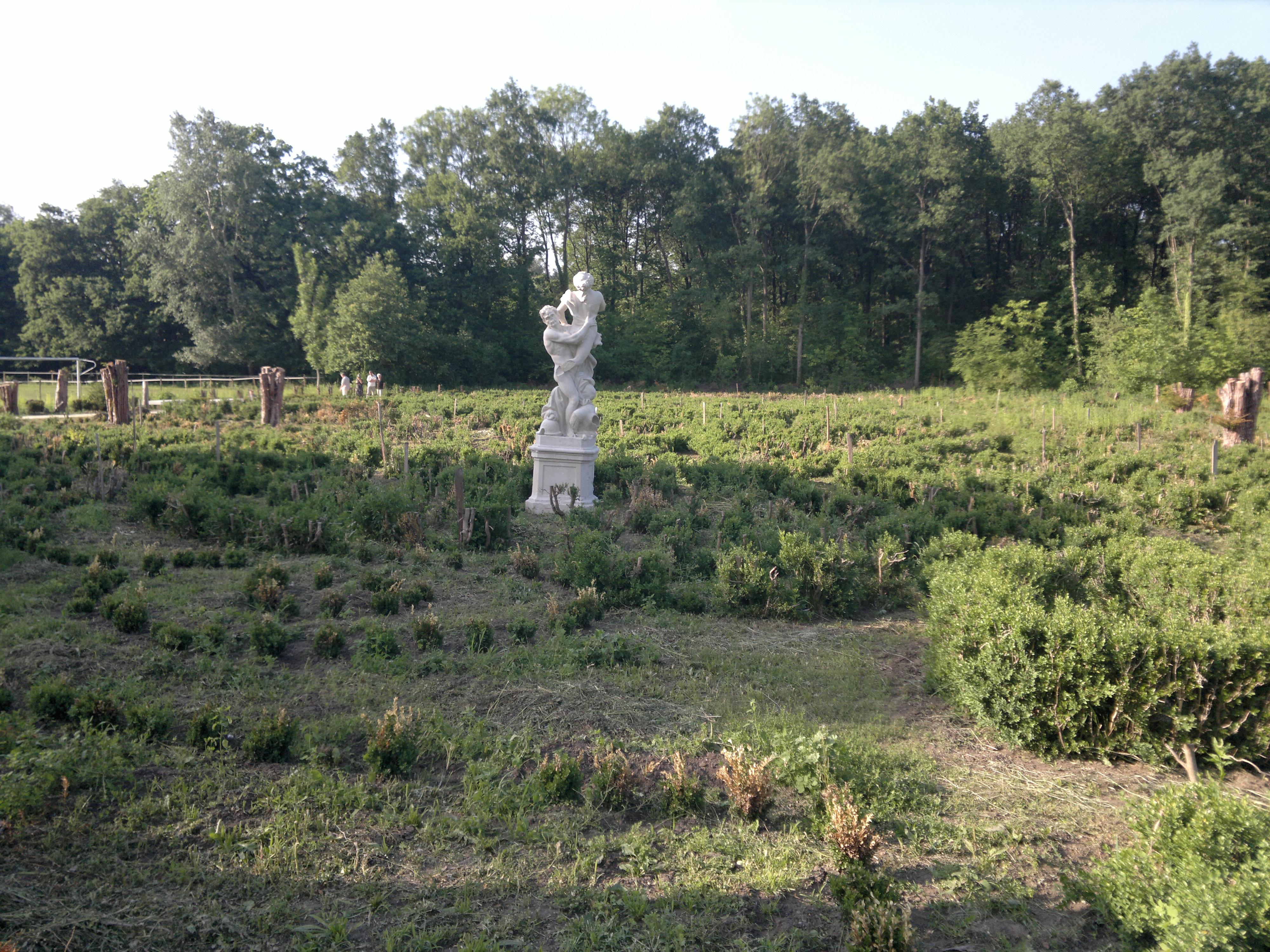
Bukszus-labirintus 2012 májusában
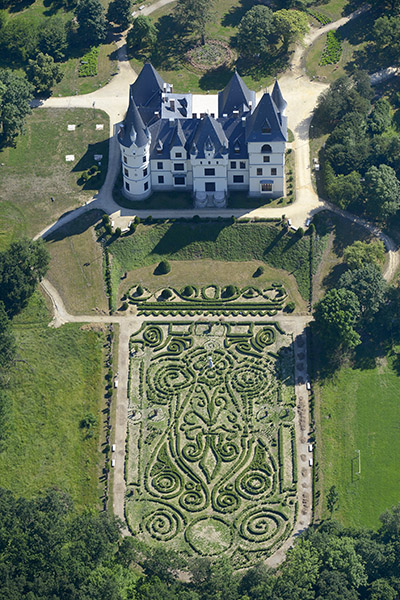
Andrássy-kastély látképe madártávlatból
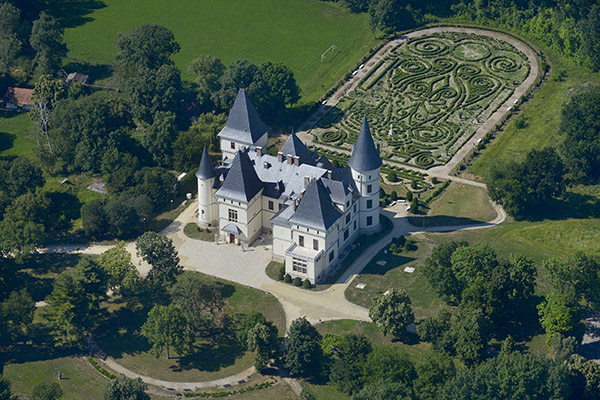
Andrássy-kastély és labirintusa légi fotón
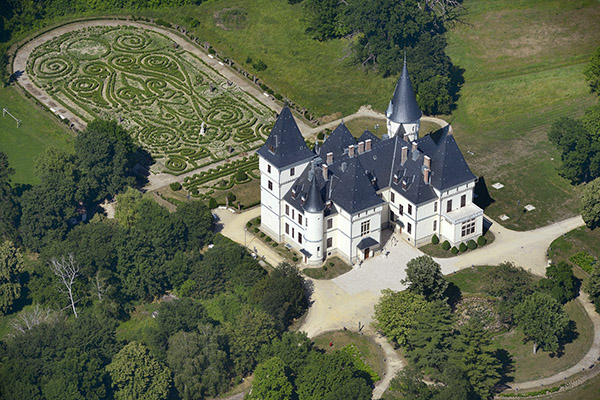
Andrássy-kastély (Tiszadob) légi felvételen
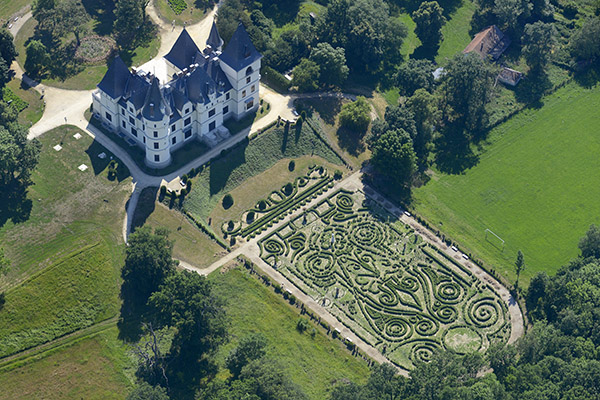
A tiszadobi Andrássy-kastély növény labirintusa a magasból